# Aqua Virgo
L'Aqua Virgo fu il sesto degli undici acquedotti romani antichi. Restaurato nel Rinascimento come Acqua Vergine, è tuttora in uso.

## Storia

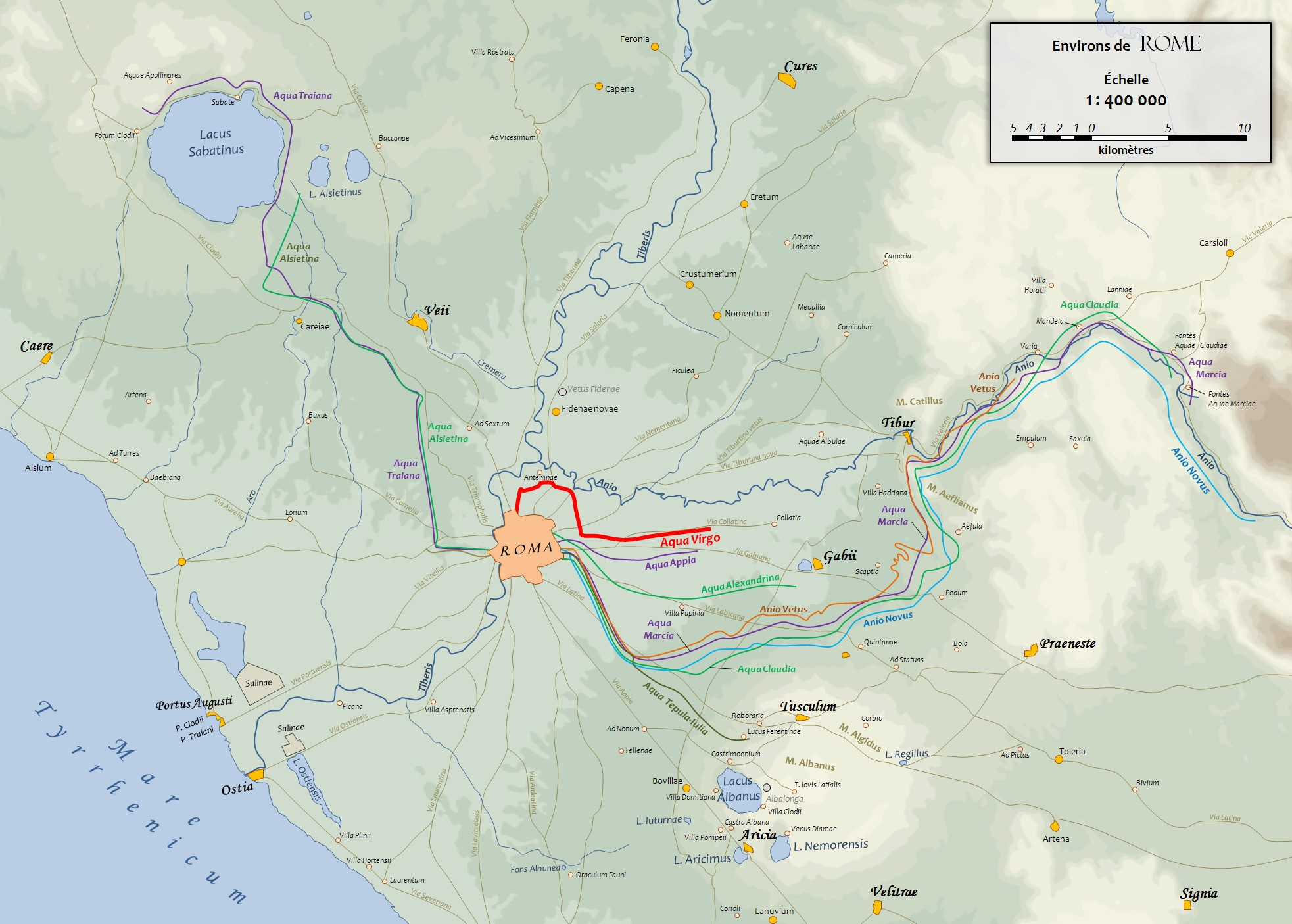
Il percorso dell'Aqua Virgo

Come quello dell'Aqua Iulia, fu costruito da Marco Vipsanio Agrippa, fedele amico, collaboratore, generale e genero di Augusto, e venne inaugurato il 9 giugno del 19 a.C. La sua principale funzione doveva essere quella di rifornire le Terme di Agrippa in Campo Marzio.
Capta acqua da sorgenti nei pressi del corso dell'Aniene, al km 10,5 (VIII miglio) della via Collatina (nella località nota sin dal secolo XI con il nome di "Salone"). Non si tratta di una vera e propria sorgente, ma di un sistema piuttosto vasto (tuttora funzionante ed ispezionabile) di vene acquifere e polle le cui acque, grazie ad una serie di cunicoli sotterranei con funzione di affluenti, vengono convogliate nel condotto principale, o in un bacino artificiale, esistente fino al XIX secolo, che alimentava il canale regolando l'afflusso con una diga. Durante il tragitto l'acquedotto acquisiva poi altre acque provenienti da vari bacini secondari.
L'intero percorso misurava 14,105 miglia romane (20,471 km), ed era quasi completamente sotterraneo tranne l'ultimo tratto di 1.835 m. che correva all'aperto o su arcuazioni nella zona del Campo Marzio.
Il tragitto compiva un arco molto ampio che, partendo da est, entrava in città da nord. Costeggiava infatti la via Collatina fino alla zona di Portonaccio, poi fino a Pietralata e da lì raggiungeva la via Nomentana e poi la via Salaria, per piegare quindi a sud ed attraversare le aree dell'attuale Villa Ada, del quartiere dei Parioli, di Villa Borghese, del Pincio e di Villa Medici, dove una scala a chiocciola in perfetto stato di conservazione e ispezionabile - detta appunto la Chiocciola del Pincio - conduce tuttora al condotto sotterraneo.

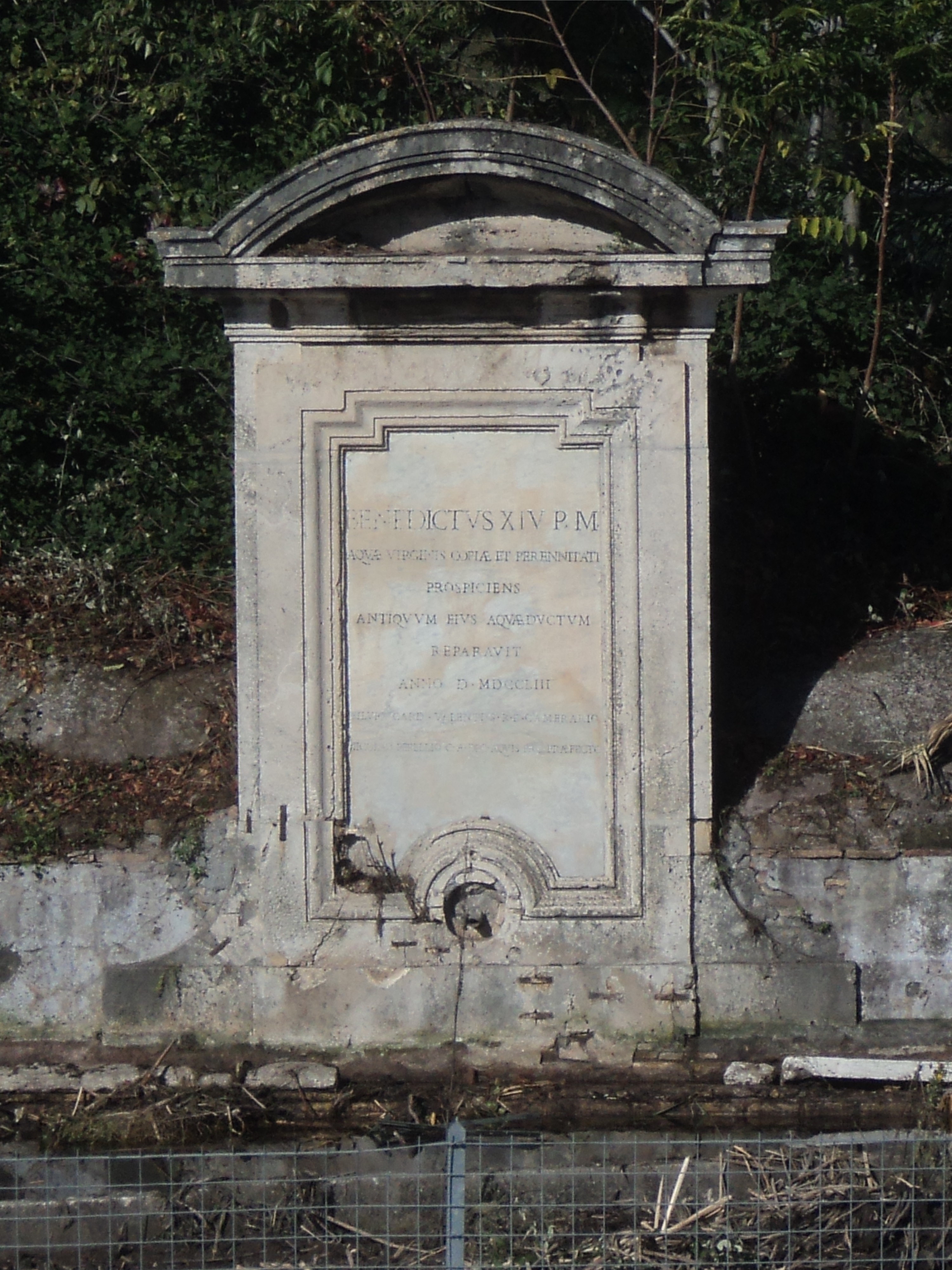
Fontanile Benedetto XIV lungo l'Acquedotto dell'Acqua Vergine, presso Via Collatina Vecchia.

Un giro così lungo è giustificato sia dal fatto che l'acquedotto doveva servire la zona del suburbio nord della città, fino ad allora priva di approvvigionamento idrico, sia dal fatto che trovandosi la sorgente ad un livello piuttosto basso (solo 24 metri s.l.m.) era necessario evitare quei forti dislivelli che l'ingresso per la via più breve avrebbe incontrato. Probabilmente l'ingresso in città da quel lato consentiva anche di raggiungere il Campo Marzio senza attraversare zone cittadine densamente popolate.
Dopo la piscina limaria (bacino di decantazione) nei pressi del Pincio, iniziava il tratto urbano vero e proprio, su arcuazioni parzialmente ancora visibili, importanti resti delle quali (tre arcate in travertino) rimangono in via del Nazareno, dove è anche conservata un'iscrizione relativa al restauro dell'imperatore Claudio. La struttura passava poi per la zona di Fontana di Trevi e quindi scavalcava l'attuale via del Corso con un'arcata che fu successivamente trasformata in un arco di trionfo per celebrare i successi militari di Claudio in Britannia. Proseguiva poi per via del Caravita, piazza di Sant'Ignazio e via del Seminario, dov'era l'ultimo castello, per terminare, nei pressi del Pantheon, alle Terme di Agrippa. Un ramo secondario raggiungeva la zona di Trastevere.
Il condotto sotterraneo è largo in media 1,50 metri, ed è in diversi tratti navigabile. Poiché le sorgenti si trovano ad un livello basso, la profondità della galleria, nella zona extraurbana, era di circa 30-40 metri (ma in corrispondenza di viale Romania raggiunge i 43 m). Scavato direttamente nella roccia di tufo quando attraversava terreni compatti, in zone meno consistenti il condotto era costruito in muratura.

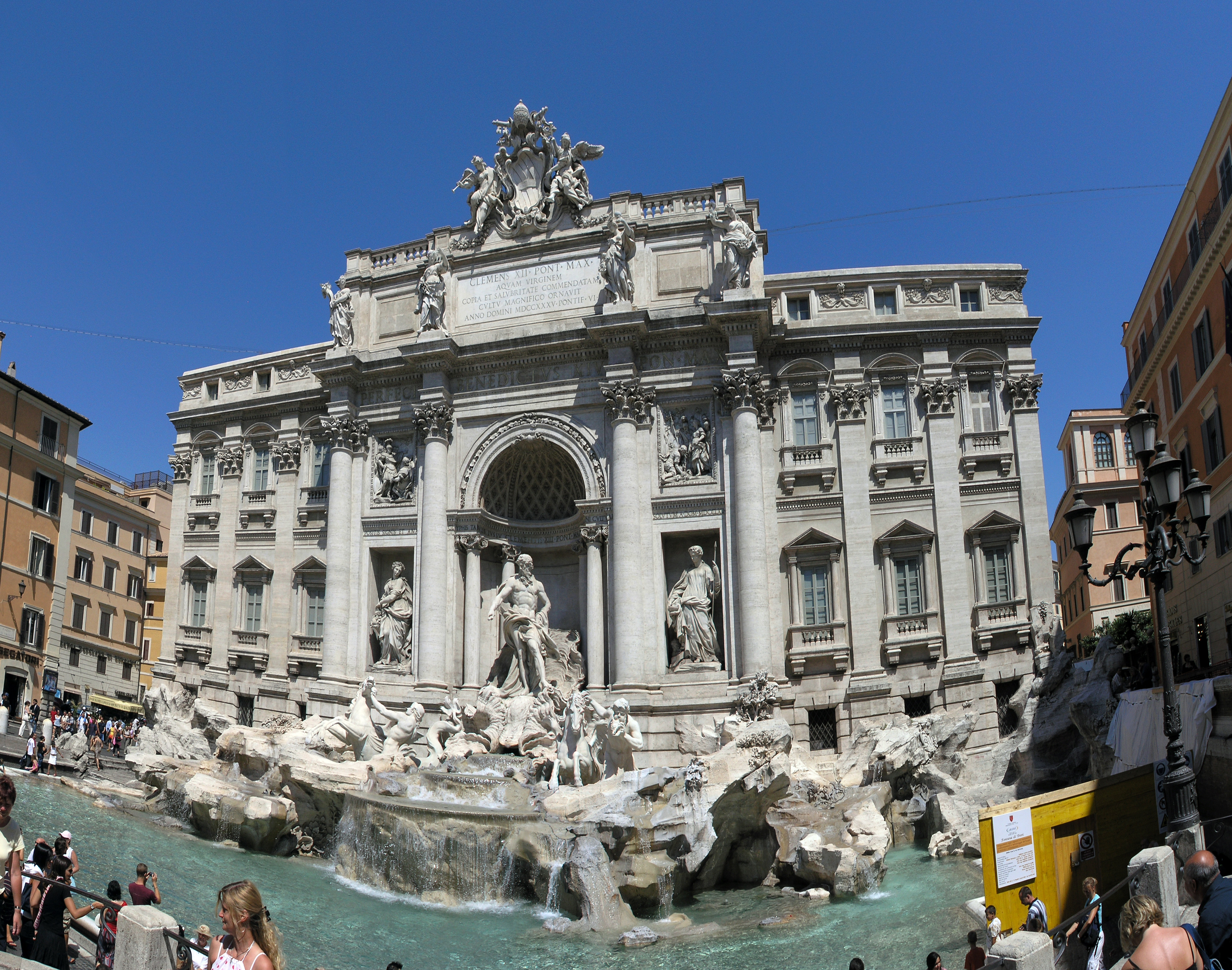
Fontana di Trevi

Aveva una portata giornaliera di 2504 quinarie, pari a 103916 m3 al giorno, ovvero 1202 litri al secondo. La distribuzione era abbastanza capillare: secondo Sesto Giulio Frontino, 200 quinarie erano riservate al suburbio, 1457 erano riservate alle opere pubbliche, 509 alla casa imperiale, e le restanti 338 alle concessioni private, il tutto distribuito attraverso una rete di 18 castella (centri di distribuzione secondari), sparsi lungo il percorso.
Il nome deriva probabilmente dalla purezza e leggerezza delle acque che, in quanto prive di calcare, hanno consentito la conservazione dell'acquedotto per 20 secoli. Varie fonti forniscono altre spiegazioni: lo stesso Frontino riferisce che nei pressi della diga del bacino iniziale fosse presente un'edicola con l'immagine della ninfa delle sorgenti, da cui il nome, mentre un'altra leggenda narra di una fanciulla che avrebbe indicato ai soldati di Agrippa il luogo dove si trovavano le sorgenti, fino ad allora sconosciute.

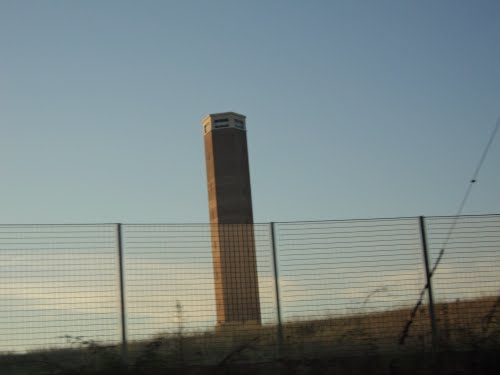
Torre piezometrica del Centro idrico di Salone, sulle sorgenti dell'Acqua Vergine.

Numerosi furono ovviamente gli interventi di manutenzione succedutisi nel tempo: Tiberio nel 37, Claudio tra il 45 e il 46, poi Costantino I e Teodorico. Dopo i danni arrecati dai Goti di Vitige nel 537 venne restaurata da papa Adriano I nell'VIII secolo e poi dal Comune nel XII secolo; in tempi più recenti diversi papi provvidero ad operazioni di rifacimento e restauro: Niccolò V, che oltre ad aver incrementato la portata con la captazione di nuove sorgenti affidò l'incarico del restauro a Leon Battista Alberti, Paolo IV, Sisto IV, Pio IV, Pio V, Benedetto XIV e Pio VI. Un ampliamento si ebbe nel 1840, e nel 1936 venne prolungato fino al Pincio.

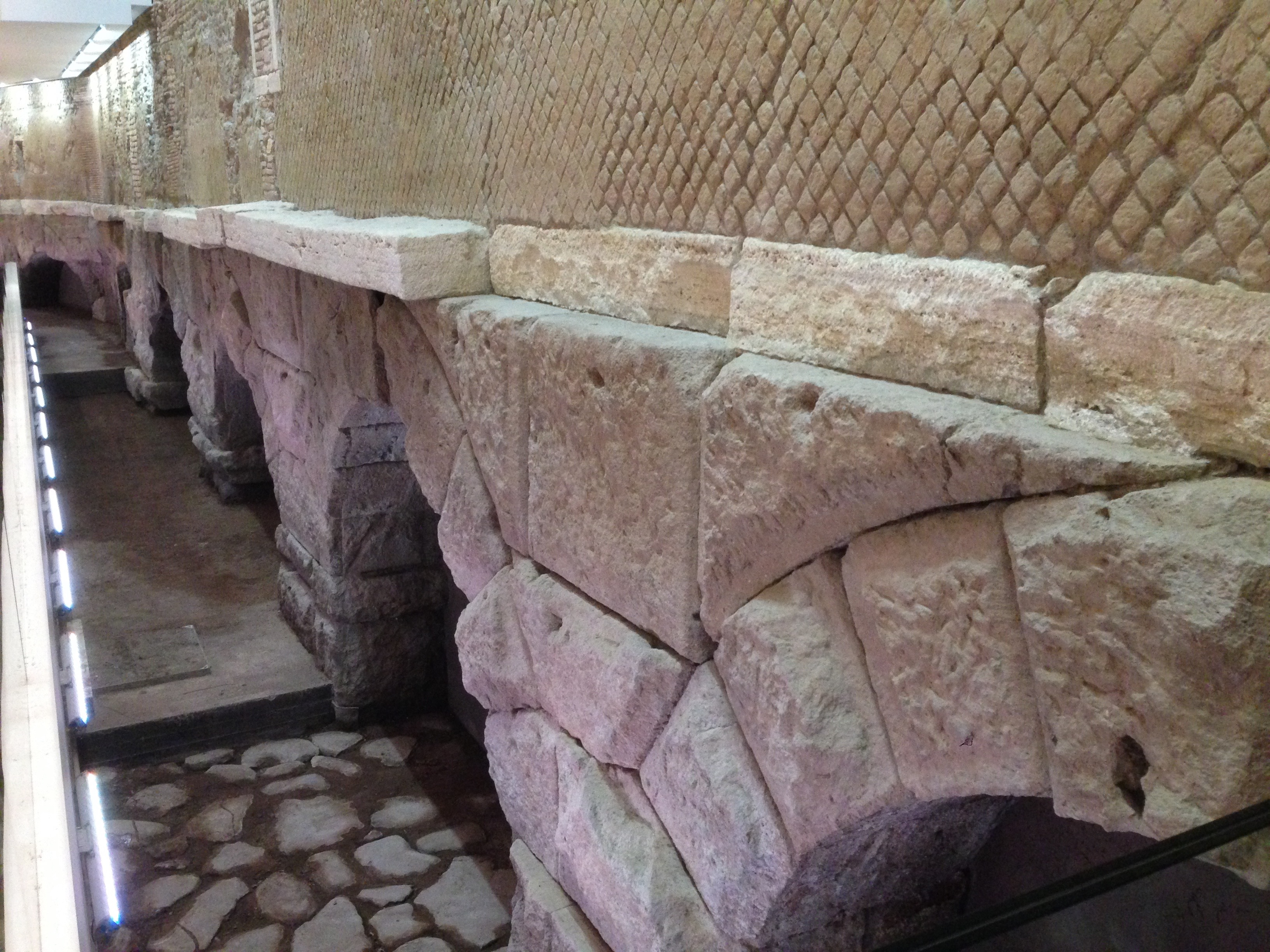
Resti dell'acquedotto dell'Acqua Vergine esposti all'interno del complesso della Rinascente, durante la costruzione del quale furono rinvenuti.

Attualmente una buona parte delle antiche strutture è stata sostituita da tubazioni in cemento, mentre l'elevata urbanizzazione ha gravemente inquinato sia il canale originario che le falde. Di conseguenza l'"Acqua Vergine" può essere utilizzata solo a fini irrigativi o per l'alimentazione di importanti monumenti romani: la Fontana della Barcaccia, la Fontana di Trevi, la Fontana dei Quattro Fiumi e la Fontana del Nicchione, sotto al Pincio, mostra terminale del prolungamento del 1936.